# Королёв, Фёдор Филиппович (Герой Советского Союза)
Фёдор Фили́ппович Королёв (1924—1980) — полковник Советской Армии, участник Великой Отечественной войны, Герой Советского Союза (1945).

## Биография
Фёдор Королёв родился 19 февраля 1924 года в селе Нижнеозёрное (ныне — Усть-Пристанский район Алтайского края). В 1935 году он переехал в село Усть-Чарышскую Пристань, где окончил школу и работал в райисполкоме. В ноябре 1941 года Королёв был призван на службу в Рабоче-крестьянскую Красную Армию. Ускоренным курсом окончил Киевское артиллерийское училище. К июню 1944 года гвардии лейтенант Фёдор Королёв командовал огневым взводом 214-го гвардейского гаубичного артиллерийского полка 8-й гвардейской гаубичной артиллерийской бригады 3-й гвардейской артиллерийской дивизии 5-го артиллерийского корпуса прорыва 5-й армии 1-го Прибалтийского фронта. Отличился во время Белорусской операции.
В июле 1944 года взвод Королёва участвовал в ликвидации окружённой Вильнюсской группировки немецких войск. В тех боях Королёв со своими подчинёнными уничтожил 11 танков. 16 июля 1944 года в боях на плацдарме на западном берегу Немана в районе Каунаса он лично уничтожил ещё 1 танк противника.
Указом Президиума Верховного Совета СССР от 24 марта 1945 года за «образцовое выполнение боевых заданий командования в боях за освобождение Литвы и проявленные при этом мужество и героизм» гвардии лейтенант Фёдор Королёв был удостоен высокого звания Героя Советского Союза с вручением ордена Ленина и медали «Золотая Звезда» за номером 8895.
Участвовал в советско-японской войне. После её окончания продолжал службу в Советской Армии. В 1947 году Королёв окончил Высшую офицерскую артиллерийскую школу. В 1970 году в звании полковника он был уволен в запас. Вернулся в Усть-Чарышскую Пристань. Умер 12 мая 1980 года.
Был также награждён орденами Отечественной войны 1-й степени и Красной Звезды, рядом медалей.